# Rosie O'Donnell
Roseann O'Donnell, más conocida como Rosie O'Donnell, (Queens, Nueva York, 21 de marzo de 1962) es una comediante, actriz, productora ejecutiva y presentadora de televisión estadounidense. Entre sus múltiples premios se hallan el Daytime Emmy y el Primetime Emmy.
Comenzó su carrera realizando comedia en vivo en clubes nocturnos. Alcanzó la fama al presentar y producir el programa de entrevistas The Rosie O'Donnell Show, por el cual obtuvo buenas críticas y recibió numerosos premios Daytime Emmy. Asimismo, participó en más de una decena de películas, entre las que figurann éxitos de taquilla como A League of Their Own, Sleepless in Seattle, The Flintstones y Beautiful Girls, y en obras musicales montadas en los escenarios de Broadway.
O'Donnell es abiertamente lesbiana desde 2002. En 2004 contrajo una unión civil con la gerente de marketing Kelli Carpenter, de la que se separó en 2007. Actualmente comparten la custodia de sus cuatro hijos, tres de los cuales fueron adoptados y una fue concebida por donación de esperma.

## Primeros años
O'Donnell nació en Queens, Nueva York. Sus padres eran Edward Joseph O'Donnell, ingeniero eléctrico, y Roseann Teresa Murtha, una ama de casa. Su madre murió el 17 de marzo de 1973, cinco días antes de su undécimo cumpleaños producto de un cáncer de seno.
O'Donnell se graduó en el Commack High School en mayo de 1980. Durante esos años se hizo conocida entre los demás estudiantes por la imitación que hacía del personaje interpretado por Gilda Radner, Roseanne Rosannadanna. Después de graduarse, se matriculó en el Dickinson College y tiempo después en la Universidad de Boston; aunque abandonó sus estudios para trabajar como comediante en vivo.

## Carrera

### Comienzos
Siempre que los amigos de O'Donnell se reunían pedían que ella hiciera un número cómico, a lo que ella accedía. Pronto empezaron a pedirle que hiciera monólogos cómicos en pequeños clubes y cafeterías. Tras recorrer los Estados Unidos realizando su número cómico, entre los años 1979 y 1984, consiguió el reconocimiento nacional con sus apariciones en el programa de nuevos talentos Star Search. A partir de ahí comenzó a aparecer en programas cómicos y shows nocturnos. A finales de la década de 1980 apareció en los programas Comedy Club y Stand-Up Spotlight, actuaciones que le proporcionaron críticas positivas de muchas fuentes. Tras el éxito que logró conseguir como humorista, O'Donnell inició su carrera actoral interpretando pequeños papeles en diversas series televisivas.
Su suerte mejoró cuando en 1992 firmó un contrato para protagonizar junto a Melissa Gilbert la comedia de televisión Stand By Your Man. La serie fue retirada de la programación después de la emisión de ocho episodios, debido a sus bajos índices de audiencia.
Tras la cancelación de Stand By Your Man, la actriz dio inicio a su carrera en el cine, donde interpretó papeles secundarios en películas de diversos géneros. El primer largometraje en el que intervino fue la comedia A League of Their Own (1992), donde compartió escena con Tom Hanks y Madonna. Asimismo participó en Sleepless in Seattle, donde trabajó junto a Meg Ryan; Los Picapiedra (1994), donde compartió escena con John Goodman, Rick Moranis, Elizabeth Perkins, Halle Berry y Elizabeth Taylor; y Beautiful Girls, bajo la dirección de Ted Demme, con un elenco que incluía a actores como Matt Dillon, Uma Thurman, Mira Sorvino, Timothy Hutton, Lauren Holly y Natalie Portman. En 1999, O'Donnell le puso la voz al personaje de Terk en la película de animación de Disney, Tarzán, con gran éxito de crítica.

### The Rosie O'Donnell Show

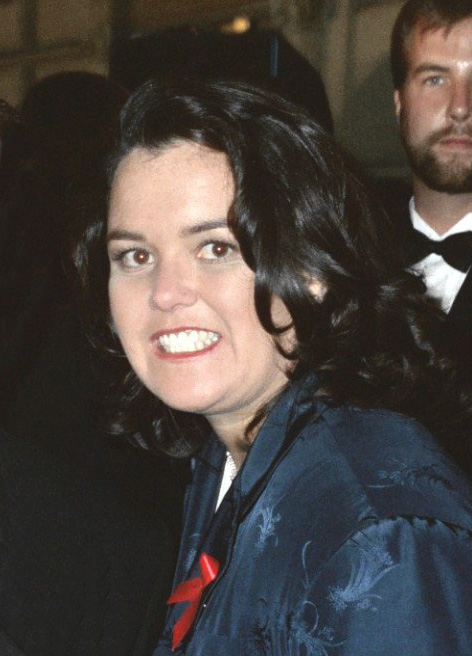
O'Donnell en a la entrega de los premios Primetime Emmy de 1995.

O'Donnell debutó en Broadway en 1994, con la reposición del musical Grease. Allí interpretó el papel de Betty Rizzo. Tiempo después, cuando su popularidad estaba en su punto más alto gracias al éxito de su programa de entrevistas, representó al Gato garabato en la obra teatral de género musical Seussical (2001).
A lo largo de su carrera, O'Donnell participó en numeras series televisivas. En la década de los noventa apareció como actriz invitada en las series The Nanny y Ally McBeal, donde interpretó roles episódicos.
En junio de 1996, O'Donnell presentó un nuevo programa matutino de formato de entrevistas, llamado The Rosie O'Donnell Show (1996-2002). Desde su debut, el programa incrementó de manera consistente su audiencia y recibió críticas muy positivas de muchas fuentes. El programa fue nominado para seis premios Daytime Emmy en su primera temporada, de los que ganó dos, incluido el de "Mejor Talk Show". Al año siguiente, en su segunda temporada, consiguió once candidaturas, ganando en las de "Mejor Talk Show", "Mejor animación de un Talk Show" y "Mejor maquillaje". A lo largo de sus seis temporadas, The Rosie O'Donnell Show ganó 22 premios Daytime Emmy, sobre un total de 34 nominaciones.
En abril de 2001, O'Donnell se ausentó durante dos semanas del programa debido a problemas de salud. Fue entonces cuando fue reemplazada por varios personajes públicos, como Joy Behar, Meredith Vieira, Barbara Walters, Kathy Griffin, Marie Osmond, Kathie Lee Gifford, Ana Gasteyer y Caroline Rhea, actriz que fue convocada luego por O'Donnell para presentar las emisiones de los días viernes de la última temporada del programa. Debido al éxito que consiguió tener Rhea como anfitriona invitada, consiguió tener al año siguiente su propio programa de entrevistas, reemplazando al de O'Donnell. Sin embargo el de Rhea estuvo al aire solo durante una temporada.
Durante los años en los que estuvo emitiendo su programa, O'Donnell demostró que sentía un gran aprecio por el teatro, en especial por los musicales de Broadway, y aprovechó su espacio en la televisión para promocionarlos. Después de los atentados del 11 de septiembre el número de turistas que visitaban la ciudad de Nueva York disminuyó, por lo que varios espectáculos teatrales, por falta de público, corrían el riesgo de ser sacados de cartelera. Ella alentó al público neoyorquino a asistir a las obras teatrales y a apoyar las artes escénicas.

### Después deThe Rosie O'Donnell Show
Su último trabajo como actriz en Broadway lo obtuvo en 2005, cuando interpretó uno de los papeles principales del musical Fiddler on the Roof. En 2005 representó el papel de Loretta Pye en tres capítulos de la serie estadounidense de temática LGBT Queer as Folk. En la cuarta y quinta temporada de la comedia televisiva Nip/Tuck, la actriz realizó participaciones especiales en algunos episodios, donde representó a Dawn Budge. Posteriormente realizó apariciones en las series Curb Your Enthusiasm y Drop Dead Diva.

### The View

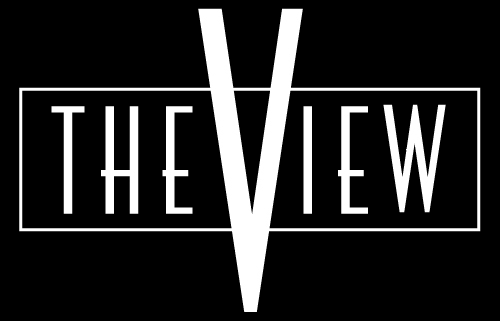
Logotipo del programa de conversación de ABC The View.

En 2006, O'Donnel fue contratada por la cadena ABC para reemplazar a Meredith Vieira como copresentadora del programa de conversación matutino creado por Barbara Walters, The View. En ese entonces, el ciclo atravesaba su décima temporada de emisión. Tras su incorporación a The View, los índices de audiencia de este aumentaron notablemente. Allí debatía temas de actualidad y entrevistaba a personajes públicos.
Algunos de sus comentarios causaron cierta controversia en los medios de comunicación, como la petición de juicio político a George W Bush, su crítica a la guerra de Irak y su enfrentamiento verbal con el empresario y presentador Donald Trump, a quien calificó de corrupto. Por ello, se la acusó de ser verborrágica y conflictiva.
A mediados de 2007, O'Donnell abandonó The View. En una entrevista, afirmó que no se puso de acuerdo con ABC sobre los términos de la renovación de su contrato, aunque aseguró que el hecho de haber participado en él fue una buena experiencia, tanto en ámbito profesional como personal. Su puesto fue cubierto por su colega Whoopi Goldberg.

### Rosie Live, programa de radio yThe Rosie Show
En 2008, O'Donnell fue contratada por la cadena NBC para presentar un programa especial de género de variedades titulado Rosie Live, donde se la veía hacer comedia y actuaciones completamente en vivo con distintas celebridades invitadas, entre ellas Liza Minnelli, Gloria Estefan, Kathy Griffin, Conan O'Brien, Jane Krakowski, Harry Connick, Jr., Clay Aiken, Rachael Ray y Alec Baldwin. Ridiculizado por la crítica, Rosie Live fue prematuramente cancelado tras la emisión de solo un episodio. Asimismo, presentó el programa radial de la emisora Sirius XM Radio Rosie Live (2009-2011), donde moderaba debates sobre temas de la actualidad.
O'Donnel volvió a la televisión en octubre de 2011 con un nuevo talk show del canal Oprah Winfrey The Rosie Live (2011-2012). El programa recibió críticas variadas pero una baja audiencia, por lo que Winfrey lo retiró de la programación de OWN: Oprah Winfrey Network al finalizar la primera temporada. Aunque su segundo programa de entrevista no fue un éxito, O'Donnel señaló: «Me encantó trabajar con Oprah en la increíble ciudad de Chicago que me recibió con los brazos abiertos. Nunca olvidaré la bondad de todos aquí. Fue un gran año para mí. Me hubiese gustado tener más rating, pero no se pudo, así que me regreso a mi casa en Nueva York. ¡Hay que seguir adelante!».

## Otros proyectos
O'Donnell ha integrado muchos grupos humanitarios y donado dinero a distintas fundaciones a lo largo de los años. Desde que creó la organización sin fines de lucro For All Kids Foundation (también conocida como Rosie's for All Kids) en 1997, se convirtió en una de las principales figuras públicas en brindar apoyo a los niños y jóvenes con problemas económicos, familiares y de salud. En octubre de 2006 ella fue homenajeada por la New York Society for the Prevention of Cruelty to Children por su labor filantrópico. El presidente de esta entidad, David Stack, declaró: "Es nuestro privilegio el honrar y hospedar a Rosie. Su fundación (Rosie's for All Kids) ha contribuido con más de 22 millones dólares en donaciones para cerca de 1400 organizaciones dirigidas a la niñez, y ésa es sólo una de sus muchas e impresionantes acciones en favor de la niñez que ha hecho la actriz."
En 2003, la actriz y su exesposa colaboraron con la directora artística Lori Klinger, para crear Rosie's Broadway Kids, un programa dedicado a proveer instrucción gratuita en música y danza para las escuelas públicas de Nueva York. En 2007 actuó junto con Margaret Cho, Cyndi Lauper, Debbie Harry, Erasure, The Gossip, Rufus Wainwright, The Dresden Dolls, The MisShapes, Indigo Girls y The Cliks en la gira de conciertos True Colors Tour, con la cual visitó diversas ciudades de Estados Unidos y Canadá.

### Autobiografía
En mayo de 1996, O'Donnell firmó un contrato con Warner Books por tres millones de dólares para publicar posteriormente una autobiografía. El libro, titulado Find Me, fue publicado en abril de 2002 y se convirtió en un best-seller. Las ganancias que la produjo dicha publicación las donó a la fundación For All Kids. En 2007 publicó una nueva autobiografía, Celebrity Detox.

## Vida personal
Reconoció ser homosexual en 2002. El 26 de febrero de 2004, O'Donnell contrajo unión legal con Kelli Carpenter, antigua ejecutiva de marketing de la cadena Nickelodeon, en San Francisco, solo algunas semanas después de que el alcalde Gavin Newsom autorizara la emisión de licencias de matrimonio para parejas del mismo sexo. Su decisión de ir a San Francisco para casarse con Carpenter se mostró como una muestra de desafío al Presidente George W. Bush ante su apoyo para la ley de Enmienda Federal del matrimonio. La pareja tuvo cuatro hijos: Parker Jaren (n. el 25 de mayo de 1995), Chelsea Belle (n. el 20 de septiembre de 1997), Blake Christopher (n. el 5 de diciembre de 1999), los cuales adoptaron, y Vivienne Rose (n. el 29 de noviembre de 2002), que fue concebida por donación de esperma. O'Donnell y Carpenter se separaron en 2007.
La actriz ha criticado con dureza la política del expresidente George W. Bush. Respecto a él, en una entrevista ella comentó: "Bush está muy equivocado. Su mujer y él están invitados a pasar un fin de semana en mi casa conmigo y con mis hijos. Estados Unidos no sabe cómo es un padre gay o una madre lesbiana. Yo soy una madre lesbiana. Este país me ha visto ocuparme de mis hijos durante seis años. Todos saben qué tipo de madre soy. Así que cuando piensen en progenitores gais, yo seré esa imagen, porque yo soy una madre lesbiana".

## Filmografía
- A League of Their Own (1992)
- Sleepless in Seattle (1993)
- Another Stakeout (1993)
- Fatal Instinct (1993)
- Car 54, Where Are You? (1994)
- I'll Do Anything (1994)
- Los Picapiedra (1994)
- Exit To Eden (1994)
- Now and Then (1995)
- Beautiful Girls (1996)
- Harriet the Spy (1996)
- A Very Brady Sequel (1996) (Cameo)
- Wide Awake (1998)
- Get Bruce (1999) (documental acerca de Bruce Vilanch)
- Tarzán (1999) (voz)
- An American Carol (2008)

## Televisión
- Star Search (1984-1985) (concursante)
- Gimme a Break! (parte del elenco en 1986 y 1987)
- Comedy Club (1987)
- Showtime Comedy Club Network (1987)
- Stand-Up Spotlight (1988–1991)
- Stand by Your Man(1992)
- The Rosie O'Donnell Show (1996–2002) (también productora)
- The Twilight of the Golds (1997)
- Jackie's Back (1999) (cameo)
- Will & Grace (2002) (rol recurrente)
- Riding the Bus with My Sister (2005, telefilme) (también productora ejecutiva)
- Curb Your Enthusiasm (2005)
- Queer as Folk (2005) (rol recurrente)
- All Aboard! Rosie's Family Cruise (2006) (también productora)
- The View (2006–2007)
- Nip/Tuck (2006) (dos episodios en la 4.ª temp. y cuatro en la 5.ª.)
- Little Britain USA (2008) (1 episodio)
- Rosie Live! (2008) (también productora)
- Christmas In Rockefeller Center 2008 (2008)
- America (2009) (también productora ejecutiva y guionista)
- Stalking Streisand (2009)
- Drop Dead Diva (2009-2010) (cuatro episodios)
- The Rosie Show (2011-2012) (también productora ejecutiva)
- The Fosters (2013-)
- Battle For Dream Island (2010-) (En el episodio 17 de la 2.ª temporada)[8]

## Teatro
- Grease (1994) (como Betty Rizzo)
- Seussical (2001) (reemplazó a David Shiner)
- Fiddler on the Roof (2004)

## Radio
- Rosie Radio (2009)

## Principales premios y nominaciones
| Año  | Premio          | Categoría                                                         | Película o programa televisivo      | Resultado |
| ---- | --------------- | ----------------------------------------------------------------- | ----------------------------------- | --------- |
| 1995 | Saturn          | Mejor actriz de reparto                                           | The Flintstones                     | Nominado  |
| 1995 | Kid's Choice    | Actriz favorita                                                   | The Flintstones                     | Ganadora  |
| 1995 | Primetime Emmy  | Mejor actuación individual en un programa musical o de variedades | Rosie O'Donnell                     | Nominado  |
| 1996 | Primetime Emmy  | Mejor actriz invitada - Serie de comedia                          | The Larry Sanders Show              | Nominado  |
| 1997 | Kid's Choice    | Actriz favorita                                                   | Harriet the Spy                     | Ganadora  |
| 1997 | Daytime Emmy    | Mejor animación de un programa de entrevistas                     | The Rosie O'Donnell Show            | Ganadora  |
| 1997 | Daytime Emmy    | Mejor programa de entrevistas                                     | The Rosie O'Donnell Show            | Nominada  |
| 1998 | Daytime Emmy    | Mejor animación de un programa de entrevistas                     | The Rosie O'Donnell Show            | Ganadora  |
| 1998 | Daytime Emmy    | Mejor programa de entrevistas                                     | The Rosie O'Donnell Show            | Ganadora  |
| 1998 | Daytime Emmy    | Mejor guion especial                                              | The Rosie O'Donnell Show            | Nominada  |
| 1999 | Daytime Emmy    | Mejor animación de un programa de entrevistas                     | The Rosie O'Donnell Show            | Ganadora  |
| 1999 | Daytime Emmy    | Mejor programa de entrevistas                                     | The Rosie O'Donnell Show            | Ganadora  |
| 1999 | Daytime Emmy    | Mejor guion especial                                              | The Rosie O'Donnell Show            | Nominada  |
| 1999 | Primetime Emmy  | Mejor programa especial de comedia, música o variedades           | La 52.ª entrega de los premios Tony | Ganadora  |
| 1999 | Primetime Emmy  | Mejor programa infantil                                           | Kids Are Punny                      | Nominada  |
| 2000 | Kid's Choice    | Voz favorita de una películada animada                            | Tarzán                              | Ganadora  |
| 2000 | Daytime Emmy    | Mejor animación de un programa de entrevistas                     | The Rosie O'Donnell Show            | Ganadora  |
| 2000 | Daytime Emmy    | Mejor programa de entrevistas                                     | The Rosie O'Donnell Show            | Ganadora  |
| 2001 | Daytime Emmy    | Mejor animación de un programa de entrevistas                     | The Rosie O'Donnell Show            | Ganadora  |
| 2001 | Daytime Emmy    | Mejor programa de entrevistas                                     | The Rosie O'Donnell Show            | Ganadora  |
| 2002 | Daytime Emmy    | Mejor animación de un programa de entrevistas                     | The Rosie O'Donnell Show            | Ganadora  |
| 2002 | Daytime Emmy    | Mejor programa de entrevistas                                     | The Rosie O'Donnell Show            | Ganadora  |
| 2006 | Primetieme Emmy | Mejor programa especial no ficticio                               | All Aboard! Rosie's Family Cruise   | Nominada  |
| 2007 | Daytime Emmy    | Mejor animación de un programa de entrevistas                     | The View                            | Nominada  |